# Bill Summers (Musiker)

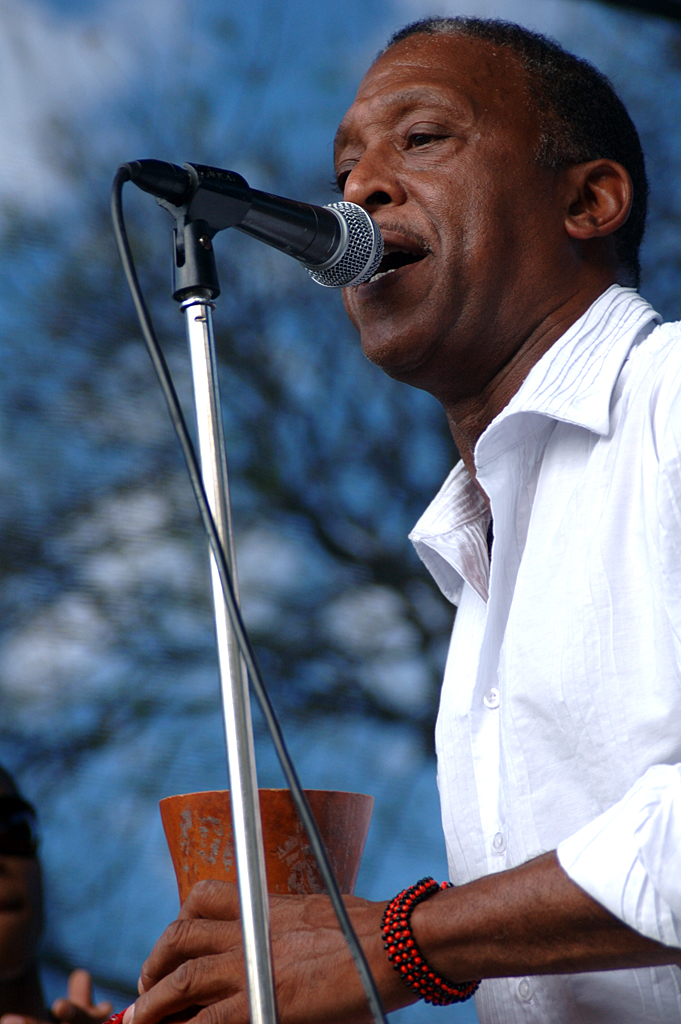
Bill Summers

Bill Summers (* 27. Juni 1948) ist ein US-amerikanischer Perkussionist des Jazzfunk, der auch als Musikproduzent tätig ist.

## Leben und Werk
Summers wurde von 1953 bis 1963 am Konservatorium von Detroit ausgebildet; von 1970 bis 1974 studierte er Musikethnologie an der University of California, Berkeley und begann sich intensiv mit afrikanischen Rhythmen zu beschäftigen. Mit Herbie Hancock nahm er 1973 das Album Head Hunters (und dann zahlreiche weitere bis 1980) auf und gehörte zur Gruppe The Headhunters, die 1998 wiederbelebt wurde, zu deren Repertoire er beitrug und mit der er zuletzt 2024 in Europa war. Daneben begann er eine eigene Karriere, veröffentlichte mehrere Alben unter eigenem Namen und mit Summers Heat. Außerdem gehörte er zum Trio von Walter Payton. Als Studiomusiker arbeitete er mit Nina Simone, George Benson, Stanley Clarke, John Singleton, Bennie Maupin (The Jewel in the Lotus 1974) und Salif Keïta, für den er auch ebenso wie für Dianne Reeves und Joe Zawinul komponierte und arrangierte. Auch ging er mit Kool & the Gang, Dianne Reeves, Earth, Wind and Fire, Anita Baker und George Duke auf ausgedehnte Tourneen.
Weiterhin arbeitete mit Los Hombres Calientes, einer von lateinamerikanischen Rhythmen und Fusion inspirierte Gruppe, die er seit 1998 zusammen dem Trompeter Irvin Mayfield leitet. Seine ehemalige Frau Yvette Bostic-Summers singt auf den Los Hombres-Alben.
Des Weiteren wirkte er an verschiedenen Filmmusiken von Quincy Jones mit, etwa an Die Farbe Lila und der Musik zur Fernsehserie Roots.

## Diskographische Hinweise
- Feel the Heat (Prestige, 1976)
- Cayenne (Prestige, 1977)
- Straight to the Bank (Prestige, 1978)
- On Sunshine (Prestige, 1979)
- Call it What You Want (MCA, 1980) (US #129)
- Jam the Box (MCA, 1981) (US #92)
- Seventeen (MCA, 1982)
- Iroko (Vital Records, 1992)
- Essence of Kwanzaa (Monkey Hill, 1997)
- Studies in Bata: Sacred Drum of the Yoruba, Havana to Matanzas (Bilsum Music, 2002)

### Singles
| Jahr | Titel                   | Chartplatzierungen | Chartplatzierungen |
| Jahr | Titel                   | US Black Singles   | US Disco Singles   |
| ---- | ----------------------- | ------------------ | ------------------ |
| 1977 | "Come Into My Life"     | #84                | -                  |
| 1979 | "Straight to the Bank"  | #45                | #34                |
| 1981 | "Call it What You Want" | #16                | #21                |
| 1982 | "At the Concert"        | #38                | -                  |